# Discarica di Malagrotta
La discarica di Malagrotta, attualmente chiusa e in “gestione post‑operativa” ai sensi dell’art. 13 del Decreto Legislativo 3 gennaio 2003, n. 36, è stata per molti anni il principale sito di stoccaggio a lungo termine dei rifiuti solidi urbani indifferenziati della città di Roma e di parte della sua provincia (incluso lo Stato di Città del Vaticano) da parte dell'AMA. È situata nella periferia ovest della città, nella tenuta di Malagrotta, dalla quale prende il nome, in zona Castel di Guido.
È stata la più grande discarica d'Europa: 240 ettari, una capacità di ricezione di rifiuti tra le 4500 e le 5000 tonnellate al giorno nel periodo in cui era aperta, e una produzione di fanghi e scarti di discarica indicata in 330 tonnellate di ogni anno. A Malagrotta, che è di proprietà dell'imprenditore Manlio Cerroni di Pisoniano, arrivano anche alcuni rifiuti speciali prodotti negli aeroporti di Ciampino e Fiumicino.
Attualmente il sito della discarica ospita due grossi impianti per il "trattamento meccanico e biologico" della frazione residuale del rifiuto urbano, uno fermo dal 2022 e l'altro dal 2023 a causa di devastanti incendi che li hanno messi fuori uso, oltre ad un gassificatore originariamente concepito per la generazione di energia a partire dalla frazione combustibile dei rifiuti, fermo a causa di problemi tecnici, e vari impianti minori.

## Storia
Tra il 2003 ed il 2004 la produzione di rifiuti nella provincia di Roma e il conseguente conferimento in discarica è aumentato del 6%: questa percentuale grava quasi interamente su Malagrotta, poiché gli altri tre impianti di smaltimento dei rifiuti della provincia, ovvero Albano Laziale, Bracciano e Guidonia, di cui peraltro uno in chiusura (Albano), non hanno un peso fondamentale nello smaltimento. Nel 2004 così la discarica di Malagrotta avrebbe raggiunto la saturazione, tuttavia l'amministrazione regionale provvide ad ampliare il terreno della discarica.
La discarica di Malagrotta avrebbe dovuto chiudere il 31 dicembre 2007 in forza della normativa europea che vieta di conferire in discarica rifiuti allo stato grezzo: tuttavia il Governo ha autorizzato l'apertura della discarica fino al dicembre 2008, anche se il commissario straordinario per l'Emergenza Rifiuti del Lazio, Piero Marrazzo, ha prorogato, il 25 luglio 2007, l'apertura della discarica solo fino al maggio 2008.
In luogo della discarica, il gruppo CO.LA.RI. (Consorzio Laziale Rifiuti) di proprietà dello stesso Manlio Cerroni, e proprietario del sito di trattamento e smaltimento di Malagrotta, sta costruendo due gassificatori di CDR (combustibile derivato da rifiuti) a Malagrotta, la cui costruzione è stata decisa dalle ordinanze n°14 e 16 del 2005 firmate dall'allora Commissario Straordinario per l'Emergenza Rifiuti del Lazio Verzaschi, tuttavia posto sotto sequestro. Questi impianti avrebbero dovuto cooperare con gli inceneritori già in funzione nel Lazio a Colleferro e San Vittore e con quelli in progettazione ad Albano Laziale, sulla via Appia; tuttavia, proprio a Colleferro sono stati posti sotto sequestro.
Successivamente dissequestrato, al pari degli impianti di Colleferro, è stata in esercizio una linea di gassificazione ed in via di realizzazione altre due.
L'invaso di discarica è, al 2011, in esercizio in proroga, nonché oggetto di una procedura di bonifica per l'inquinamento delle acque sotterranee accertato dall'Agenzia regionale per la protezione ambientale del Lazio.
Il 24 ottobre 2011 il prefetto di Roma Giuseppe Pecoraro ha disposto l'esproprio di due terreni in località Giardini di Corcolle-San Vittorino (comune di Roma) e Quadro Alto (comune di Riano), "al fine del superamento dell'emergenza determinata dalla prossima chiusura della discarica di Malagrotta". Il sito di Quadro Alto, recentemente acquistato da Manlio Cerroni, era già stato proposto come sito alternativo a Malagrotta dallo stesso Cerroni nell'ottobre 2009, assieme ad altri due terreni posti in comune di Roma nelle località Monti dell'Ortaccio e Pian dell'Olmo.
Nell'ambito della battaglia legale per impedire l'esproprio dei terreni di Corcolle, il 9 maggio 2012, il proprietario dei suoli ottiene tramite il TAR del Lazio il deposito degli atti da parte del Ministero dell'ambiente e della tutela del territorio e del mare.
Nel marzo 2013 l'Italia è stata denunciata alla Corte di giustizia europea dalla commissione europea per l'ambiente in quanto parte dei rifiuti scaricati nella discarica non avrebbe subito il trattamento meccanico-biologico (TMB), richiesto dai regolamenti europei per ridurre la consistenza volumetrica dei rifiuti, e facilitare un loro eventuale recupero.
La discarica è stata chiusa il 1º ottobre 2013 dal sindaco di Roma Ignazio Marino e dal governatore della regione Lazio Nicola Zingaretti.
Il 9 gennaio 2014 un reparto di uomini del NOE, guidato da Sergio De Caprio, noto come Capitano Ultimo, arresta sette persone, tra cui Manlio Cerroni e l'ex presidente della regione Lazio Bruno Landi, per associazione a delinquere finalizzata al traffico di rifiuti. Il 5 novembre 2018 Cerroni e Landi sono assolti dall'accusa, ritenendo il Tribunale di Roma inesistente "l'illecito sistema di gestione dei rifiuti nel Lazio".
Nel 2022 e nel 2023 si sono verificati incendi di notevoli dimensioni nell'impianto di smaltimento.